# هيئة الإمدادات والتموين
هيئة إمداد وتموين القوات البرية كانت هيئة إمداد وتموين القوات البرية تسمى سابقاً "هيئة إمدادات الجيش"، حتى عام 1397هـ عندما جرى تنظيم قيادة القوات البرية الملكية السعودية وإعادة تشكيلها.